# Rabenfloß
Der Rabenfloß (auch: Rabenfloss) ist ein Bach zwischen Trautheim und Darmstadt-Eberstadt.

## Geographie und Verlauf
Der Rabenfloß entspringt im Kirchbergteich am Nordwestrand des „Kirchbergs“ bei Trautheim.
Der Bach fließt zunächst in südwestliche Richtung durch den Wald zum „Walthersteich“.
Am Nordrand des „Waltersteichs“ befindet sich die „Walthersquelle“, die den Bach und den Teich speist.
Danach fließt der Rabenfloß durch ein Sumpfgebiet in die Gemarkung Eberstadt.
Durch Wiesengelände fließt der Bach in südwestliche Richtung, an dem Hofgut „Die Koppel“ (ehem. Haller Ranch) vorbei, zum Ostrand von Eberstadt.
Der Rabenfloß wird am Steigertsweg durch einen Grundablauf eines Hochbehälters mit zusätzlichem Wasser versorgt.
Nordwestlich des Mühltalbades mündet der Rabenfloß in ein Bachwasserkanal.
Der Bachwasserkanal mündet in die Modau.

## Etymologie
Rabenfloß ist eine Ableitung von Floss (fließendes Gewässer).

## Fauna
Im Rabenfloß lebten einst Forellen und Quappen, die im Rabenfloß ablaichten.
Der Rabenfloß ist heute nicht mehr mit Fischen besetzt.